# Eric Williams (politicus)

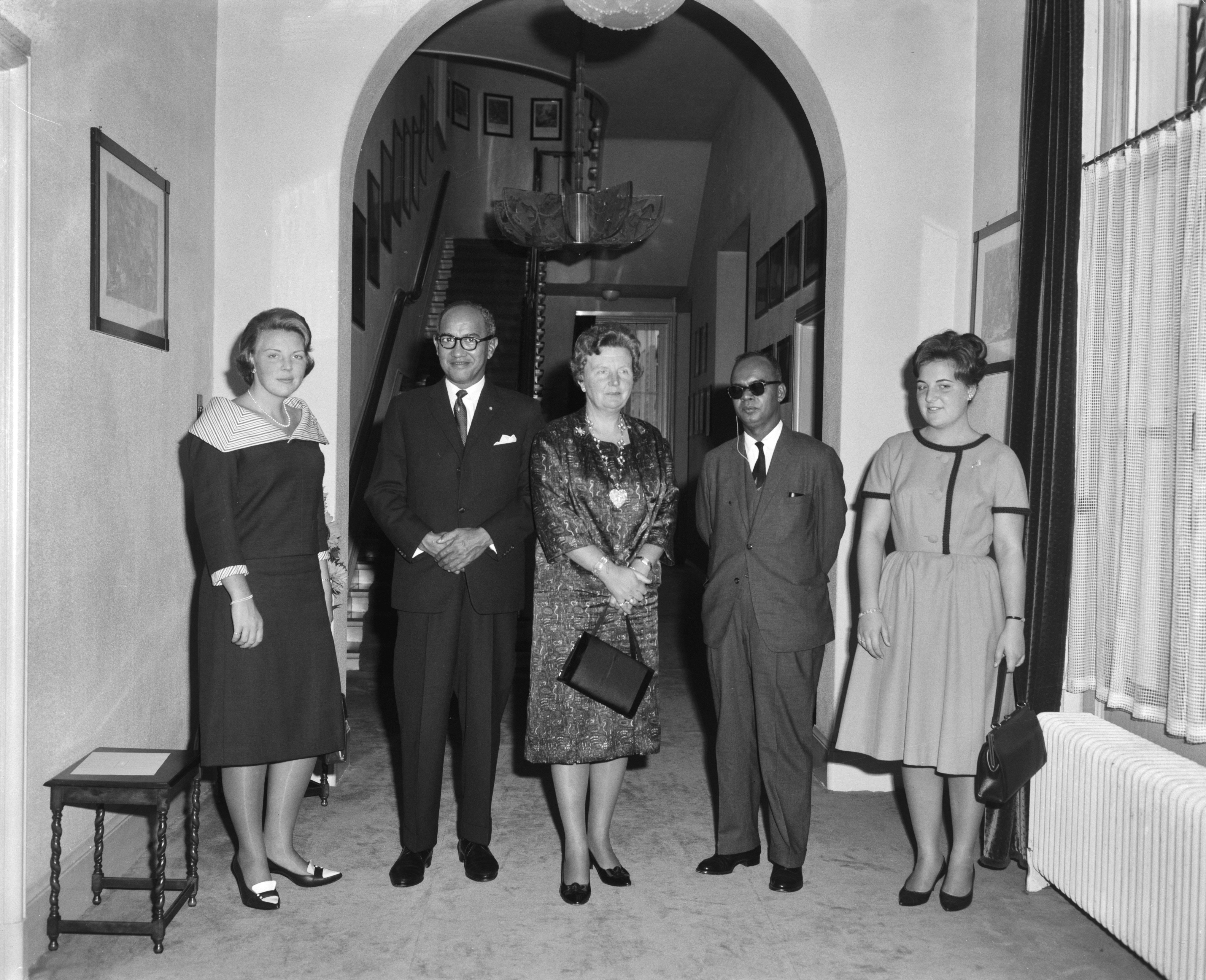
Prinses Beatrix, premier Emanuels van Suriname, koningin Juliana, premier Eric Williams van Trinidad en prinses Margriet op 3 oktober 1962 op paleis Soestdijk

Eric Eustace Williams (Port of Spain, 25 september 1911 – aldaar, 29 maart 1981) was de eerste premier van Trinidad en Tobago en wordt daar dan ook wel gezien als de vader des vaderlands. Daarnaast was hij historicus met als belangrijke bijdrage de Williams-these over het economische belang van de trans-Atlantische slavenhandel in de ontwikkeling van het kapitalisme.

## Vroege jaren
Williams werd geboren als eerste kind van Thomas Henry Williams en Eliza Frances Boissiere. Zijn vader was ambtenaar met alleen basisonderwijs en had weinig inkomen. De jonge Williams ging aanvankelijk naar de Tranquillity Boys' Intermediate Government School en daarna met een beurs naar het Queen's Royal College in Port of Spain. In 1932 kreeg Williams wederom een beurs waarmee hij naar St Catherine's Society in Oxford kon. Daar specialiseerde hij zich in de Britse koloniale geschiedenis en in 1935 behaalde hij zijn B.A. first class als een van de beste drie in de richting Moderne Geschiedenis. Zijn daaropvolgende onderzoek werd bemoeilijkt door zijn gebrek aan geld en de tegenwerking die hij ondervond, waarbij hij vermoedde dat zijn ras een rol speelde. Uiteindelijk kreeg hij op aanbeveling van gouverneur Hollis van Trinidad en Tobago een beurs van Leathersellers en kon hij zijn studie aan de Universiteit van Oxford voltooien.

## Academisch werk
In december 1938 promoveerde Williams met het proefschrift The Economic Aspect of the Abolition of the West Indian Slave Trade and Slavery dat in 1944 met de nodige aanpassingen werd uitgegeven als Capitalism and Slavery. Williams was hierbij beïnvloed door C.L.R. James, zijn mentor aan Queen's Royal College, die in 1938 The Black Jacobins publiceerde over de Haïtiaanse Revolutie en daarbij ook het economische aspect betrok. Zij trokken samen op in Engeland en Frankrijk.
In Capitalism and Slavery ging Williams in tegen het toen heersende idee dat het abolitionisme vooral voortkwam uit humanitaire overwegingen. Zo stelde hij dat als Pitt succesvol was geweest in het veroveren van Saint-Domingue, deze af zou hebben gezien van abolitie, aangezien Saint-Domingue – waar jaarlijks 40.000 slaven aangevoerd moesten worden om de suikerrietplantages in bedrijf te houden – zonder slaven geen waarde zou hebben. Hij formuleerde hier wat bekend zou worden als de Williams-these, de economische noodzaak van slavernij om de industriële revolutie mogelijk te maken, die vervolgens slavernij onrendabel zou maken:
The commercial capitalism of the eighteenth century developed the wealth of Europe by means of slavery and monopoly. But in so doing it helped to create the industrial capitalism of the nineteenth century, which turned round and destroyed the power of commercial capitalism, slavery, and all its works. Without a grasp of these economic changes the history of the period is meaningless.
Over de toen heersende koloniale geschiedschrijving stelde hij later:
The British historians wrote almost as if Britain had introduced slavery solely for the satisfaction to abolish it. They have made such play of the compensation provided by Britain to the planters as wiping off the debt to the West Indians in respect of slavery that it is difficult not to see in this attitude, developed and propagated over a century and a quarter, the explanation of the British Government's attitude on economic aid to the West Indies and on preferential treatment of the West Indies sugar industry.
These are political conclusions. As such they are a legitimate reply to the political conclusions drawn by the British historians themselves.
In 1939 ging hij naar de Afdeling Sociale en Politieke Wetenschappen van de Howard-universiteit waar hij tot 1948 les gaf. In 1942 werd hij daar ook lid van de Anglo-American Caribbean Commission.
In 1948 keerde Williams terug naar Trinidad waar hij van 1948 tot 1955 vicevoorzitter was van de Caribbean Research Council van de Caraïbische Commissie. Zijn dominante stijl bracht hem echter in conflict met de commissie, zodat zijn aanstelling in 1955 niet verlengd werd. Het jaar daarvoor was hij begonnen met educatieve lezingen die steeds populairder werden. Het Woodford Square in Port of Spain doopte hij om tot University of Woodford Square en daar gaf hij openluchtlezingen.

## Politieke carrière
Met zijn groeiende populariteit en zijn anti-koloniale streven vond hij in 1956 het moment rijp om een politieke partij te beginnen. Op 15 januari richtte Williams de People's National Movement (PNM) op, won daarmee op 24 september in de verkiezingen dertien van de vierentwintig gekozen zetels. Williams wist Secretary of State for the Colonies Alan Lennox-Boyd te overtuigen dat hij de vijf benoemde leden aan kon wijzen, ondanks tegenstand van gouverneur Edward Beetham. Zo bezette de PNM achttien van de eenendertig (inclusief twee ex officio) zetels in de Wetgevende Raad en werd Williams op 26 oktober gekozen als chief minister. De PNM werd vooral gesteund door Afro-Trinidadianen, waarop de Democratic Labour Party van Trinidad en Tobago (DLP) werd gevormd om de Indo-Trinidadianen te vertegenwoordigen.
In de aanloop naar onafhankelijkheid werd in 1958 de West-Indische Federatie gevormd door het Verenigd Koninkrijk waar Trinidad en Tobago deel van uitmaakten. De DLP sloot zich aan bij de West-Indische Democratic Labour Party die de verkiezingen won van de West Indies Federal Labour Party (WIFLP) waar de PNM bij aangesloten was.
Op 9 juli 1959 werd hij premier en in de aanloop naar de onafhankelijkheid gaf Williams op 22 maart 1961 op Woodford Square de rede Massa Day Done waarmee hij zich richtte tegen de DLP die zich aan zou sluiten bij de blanke meesters (massa). Dat jaar introduceerde de PNM de Representation of the People Bill die het kiessysteem moest moderniseren. De DLP was hier op tegen en stelden dat hun Indische achterban zich minder waarschijnlijk zou laten registreren, waarmee voor hen stemmen verloren zouden gaan. Bij de verkiezingen van 4 december dat jaar won de PNM twintig van de dertig zetels. Toen Trinidad en Tobago op 31 augustus 1962 onafhankelijk werd, werd Williams de eerste prime minister, wat hij zou blijven tot zijn dood in 1981.
In 1961 stapte Jamaica uit de West-Indische Federatie uit onvrede over de geringe zeggenschap ten opzichte van het bevolkingsaantal en de uitblijvende onafhankelijkheid. Dit bracht Trinidad en Tobago in een vergelijkbare positie, waarop Williams de eilanden terugtrok uit de federatie, die niet lang daarna werd opgeheven. In 1963 gaven de Amerikanen onder grote druk van Williams de marinehaven Chaguaramas terug aan Trinidad en Tobago.
Na het doorvoeren van de vele hervormingen veranderde de houding van Williams ten opzichte de arbeidersbeweging en werd hij conservatiever. De werkloosheid groeide en vanaf 1968 kreeg de Black-Power-beweging uit de Verenigde Staten ook in Trinidad en Tobago aanhang. In 1970 escaleerde dit tot de dreigende Black Power Revolution. Naast het uitroepen van de noodtoestand poogde Williams de spanningen te verminderen met redevoeringen waarin hij aangaf achter het gedachtegoed van Black Power te staan. Hij bracht ook veranderingen aan in zijn kabinet, waaronder het verwijderen van twee blanke ministers. In de periode daarna profiteerde Trinidad en Tobago van de sterk gestegen olieprijs, wat het een van de meest welvarende landen in de regio maakte.
Williams bleef tot zijn dood de dominante figuur binnen de PNM waar sleutelposities werden ingenomen door vertrouwelingen en in het land waar de PNM al die tijd aan de macht bleef.

## Werken
- 1942: The Negro in the Caribbean, Associates in Negro Folk Education
- 1944: Capitalism and Slavery, Capricorn Books
- 1950: Education in the British West Indies, Guardian Commercial Printery
- 1952: (ed.) Documents on British West Indian History, 1807-1833, Trinidad Publishing
- 1954: (ed.) The British West Indies at Westminster. Extracts from the Debates in Parliament, Historical Society of Trinidad and Tobago
- 1955: Economic Problems of Trinidad and Tobago, Public Affairs Pamphlet No. 1, Teachers' Educational and Cultural Association
- 1955: Constitution Reform in Trinidad and Tobago, Public Affairs Pamphlet No. 2, Teachers' Educational and Cultural Association
- 1955: The Historical Background of Race Relations in the Caribbean, Pamphlet No. 3, Teacher's Economic and Cultural Association
- 1955: The Case for Party Politics in Trinidad and Tobago, Public Affairs Pamphlet No. 4, Teachers' Educational and Cultural Association
- 1962: History of the People of Trinidad and Tobago, PNM Publishing Company
- 1963: Documents of West Indian History, PNM Publishing Company
- 1964: British Historians and the West Indies, PNM Publishing Company
- 1969: Inward Hunger. The Education of a Prime Minister, Deutsch
- 1970: From Columbus to Castro. The History of the Caribbean, 1492-1969, Deutsch